# Saint-Seine-sur-Vingeanne
Saint-Seine-sur-Vingeanne este o comună în departamentul Côte-d'Or, Franța. În 2009 avea o populație de 386 de locuitori.

## Evoluția populației
| An        | 1975 | 1982 | 1990 | 1999 | 2006 | 2009 |
| --------- | ---- | ---- | ---- | ---- | ---- | ---- |
| Populație | 257  | 275  | 271  | 286  | 353  | 386  |